# Paulo Cintura
Paulo Cesar Rocha (Rio de Janeiro, 27 de abril de 1952) é um humorista e apresentador brasileiro. É célebre pelo seu personagem "Paulo Cintura" da Escolinha do Professor Raimundo, Escolinha do Barulho e Escolinha do Gugu, cujo bordão é "Saúde é o que interessa, o resto não tem pressa!".
O ator nasceu em 27 de abril de 1952 e começou sua carreira, trabalhando em programas sobre ginástica no rádio, pois é formado em Fisioterapia. Foi um dos pioneiros em programas de videoclipes na TV brasileira em meados da década de 1980, apresentando o programa BB Video Clip da TV Record em parceria com Adriana Riemer, já como Paulo Cintura.

## Carreira

### Cinema
| Ano  | Título                           | Papel     |
| ---- | -------------------------------- | --------- |
| 1985 | As Aventuras de Sérgio Mallandro | Ele mesmo |

### Televisão
| Ano       | Título                                                    | Papel        | Emissora      |
| --------- | --------------------------------------------------------- | ------------ | ------------- |
| 1982      | BB Video Clip                                             | Apresentador | RecordTV      |
| 1985      | Tudo em Cima                                              |              | Rede Manchete |
| 1987      | O Outro                                                   | Ele mesmo    | Rede Globo    |
| 1990-1995 | Escolinha do Professor Raimundo                           | Ele mesmo    | Rede Globo    |
| 1999-2001 | Escolinha do Barulho                                      | Ele mesmo    | RecordTV      |
| 2011-2013 | Escolinha do Gugu, quadro humorístico do Programa do Gugu | Ele mesmo    | RecordTV      |